# Oleg Dmitrijewitsch Nikitinski
Oleg Dmitrijewitsch Nikitinski (russisch Олег Дмитриевич Никитинский; * 14. September 1967 in Moskau; † 6. Juni 2015) war ein russischer Klassischer und neulateinischer Philologe.

## Leben und Werk
Nikitinski studierte zunächst von 1984 bis 1986 Chemie, Mathematik und Physik an der Technischen Universität Moskau „MISiS“ (Национальный исследовательский технологический университет «МИСиС»), bevor er sich von 1986 bis 1991 der Klassischen Philologie an der Lomonossow-Universität zuwandte. Nach dem dortigen Staatsexamen war er von 1991 bis 1995 Stipendiat des Graduiertenkollegs „Vergangenheitsbezug antiker Gegenwarten“ an der Universität Freiburg und wurde bei Wolfgang Kullmann mit Studien zum Vergangenheitsbezug bei Kallimachos promoviert. 1997 erfolgte eine zweite Promotion in Moskau. Von 1995 bis 1998 war er dort zudem als Lehrbeauftragter für römische Literatur tätig. 1998 bis 1999 konnte er sich mit einem Stipendium der Alexander von Humboldt-Stiftung an der Universität München aufhalten, 1999 bis 2000 als Gastprofessor an der Humboldt-Universität Berlin, von 2000 bis 2001 als Stipendiat am Thesaurus linguae Latinae in München. 2001 bis 2003 war er Stipendiat der Fritz-Thyssen-Stiftung. Von 2003 bis 2008 erhielt er ein Heisenberg-Stipendium zum Projekt Latein als europäische Universalsprache im 17. und 18. Jh. Von 2008 bis 2010 war er wissenschaftlicher Mitarbeiter für Neulatein an der Ludwig-Maximilians-Universität München und von 2010 bis 2015 am Seminar für Lateinische Philologie des Mittelalters und der Neuzeit an der Westfälischen Wilhelms-Universität Münster.

## Forschungsschwerpunkt
Nach einer Dissertation zum hellenistischen Dichter Kallimachos und einem lateinisch verfassten Kommentar zu den Satiren des Aulus Persius wandte sich Nikitinski der lateinischen Prosa des 17. und 18. Jahrhunderts zu und veröffentlichte sein grundlegendes Werk De eloquentia latina saec. XVII et XVIII dialogus sowie zwei Reden des deutsch-niederländischen Philologen David Ruhnken und weiteres. Neben den veröffentlichten Arbeiten ist postum ein Wörterbuch zur lateinischen Sprachpflege erschienen. 2012 hat er eine Geschichte der Stadt Münster in lateinischer Sprache vorgelegt. Oleg Nikitinski war einer der führenden Neolatinisten weltweit, der entscheidend zum Ausbau des Faches Neulatein beigetragen hat.

## Schriften (Auswahl)
Monographien
- Kallimachos-Studien. Peter Lang, 1996, (Studien zur Klassischen Philologie, Band 98; = Diss. Freiburg).
- De eloquentia latina saec. XVII et XVIII dialogus. Vivarium, Neapel 2000.
- Sergius, siue de eloquentia grammaticorum saec. XVII et XVIII libri duo. Vivarium, Neapel 2000.
- Davidis Runhkenii oratio De doctore umbratico. Edidit Helgus Nikitinski. Vivarium, Neapel 2001.
- A. Persii Flacci saturae. Commentario atque indice rerum notabilium instruxit Helgus Nikitinski. Accedunt varia de Persio iudicia saec. XIV-XX. K.G. Saur, München, Leipzig 2002, (Auszüge online).
- Dauid Ruhnkenius. Elogium Tiberii Hemsterhusii. Edidit Helgus Nikitinski. K. G. Saur, München, Leipzig 2006. – Rezension von David Butterfield, Bryn Mawr Classical Review 2007.05.34
- De laudibus Monasterii Westphaliae metropolis. Ed. La scuola di Pitagora, Neapel 2012, ISBN 978-88-6542-115-4.
- Josef Delz, Eduard Fraenkel. Briefwechsel 1947–1969. Eine Gelehrtenfreundschaft. Hrsg. Georg Schwarz, Oleg Nikitinski. SYMPOSION eleutheron, München 2015, ISBN 978-3-928411-81-3.
- Lateinische Musterprosa und Sprachpflege der Neuzeit (17. – Anfang des 19. Jhs.). Ein Wörterbuch. Brill, Leiden 2017 (posthum veröffentlicht).

Artikel
- Zum Ursprung des Spruches nulla dies sine linea. In: Rheinisches Museum für Philologie 142, 1999, 430–431, (online).
- Die (mündliche) Rolle von Briefboten bei Cicero. In: Lore Benz (Hrsg.), ScriptOralia Romana. Die römische Literatur zwischen Mündlichkeit und Schriftlichkeit. Gunter Narr, 2001, S. 231–250 (Auszüge online)
- Ovid philosophischer als Aristoteles? Literarische und philosophische Methode bei Pierre-Daniel Huet. In: Bernhard Huss, Patrizia Marzillo, Thomas Ricklin (Hrsg.), Para/Textuelle Verhandlungen zwischen Dichtung und Philosophie in der Frühen Neuzeit. Walter de Gruyter, Berlin 2011, 279–292, (online)